# History of Science Museum
Le History of Science Museum est un musée situé à Oxford en Grande-Bretagne et consacré à l'histoire des sciences. Hébergé dans l'ancien bâtiment de l'Ashmolean Museum (Old Ashmolean Building), bâti en 1683, il abrite l'une des plus importantes collections mondiales d'instruments scientifiques.

## Histoire
Le musée est fondé en 1924 à partir de la collection d'instruments scientifiques léguée par Lewis Evans (en) à l'Université d'Oxford. D'abord connu comme Lewis Evans Collection, il est baptisé Museum of the History of Science en 1935, avant de prendre son nom actuel en 2018. À la suite d'importantes donations au XXe siècle, le musée possède une collection unique d'instruments astronomiques et mathématiques anciens, originaires d'Europe et du monde musulman, ainsi qu'un nombre exceptionnel de microscopes.